# Dibba al-Hisn
Dibba al-Hisn är en enklav av Sharja, ett av de sju emirat som tillsammans utgör Förenade arabemiraten. Det gränsar i öster till Omanbukten, i norr till Dibba al-Baya och i söder till Dibba al-Fujayra. Geografiskt räknas det till Dibba-regionen. Det är det till ytan minsta av Dibba-områdena och framför allt känt för sin fiskmarknad och sitt gamla fort som gav regionen dess namn.

## Historia
Dibba al-Hisn har varit en sjöhandelsplats sedan mycket länge. Vissa gravar och andra lämningar bedöms vara ungefär 3000 år gamla och därmed jämngamla med Shimal, Tell Abraq och Rumeilah. På sasanidernas tid var Dibba en betydande handelsplats, och betraktades tidvis som Omans huvudstad. Enligt Ibn Habib reste handelsmän till Dibba från Sindh, Indien och Kina.
År 632–633, kort efter profeten Muhammads död, bröt ett uppror ut i Dibba och en gren av Azd, ledd av Laqit bin Malik vägrade betala zakat. Då zakat är en av islams fem pelare betraktades detta som apostasi och Laqit dödades på uppdrag avkalifen Abu Bakr. Enligt vissa källor rörde det sig om relativt måttliga strider, enligt andra (som at-Tabari) dödades minst tiotusen rebeller i ett av de största slagen i Riddakrigen (حروب الردة).
Under den abbasitiska kalifen al-Mu'tadids regeringstid (870–892) utkämpades ett stort slag vid Dibba under Muhammad bin Nurs erövring av Oman.
Dibba al-Hisn tros vara den plats där Portugal under den iberiska unionens dagar byggde ett fort och en ringmur. I augusti 1648 belägrade araberna Muskat och den 31 oktober 1648 signerades ett fredsfördrag som omfattade att portugiserna skulle bygga upp Kuriyat-fortet, Dibba Al-Hisn och Matrah(i dagens Oman)

## Transport
Det går tre vägar till Dibba al-Hisn, en genom Förenade Arabemiraten och två från Musandam i Oman.
Emiratet saknar helt större flygplatser, men det finns ett enkelt flygfält i Dibba al-Baya.